# Gosen (Giappone)
Gosen (五泉市?) è una città giapponese della prefettura di Niigata, nella regione di Chūbu, in Giappone.
A partire dall'11 settembre 2024, la città aveva una popolazione stimata di 45.916 abitanti in 19.086 nuclei familiari, e una densità di popolazione di 138 persone per km². L'area totale della città è di 351,91 chilometri quadrati (135,87 miglia quadrate). 
Gosen è famosa per i suoi fiori, in particolare i tulipani e le peonie, che attirano molti visitatori durante la stagione della fioritura. La città è anche nota per le sue sorgenti termali, che offrono un'esperienza rilassante ai visitatori.